# Jan Łączny
Jan Łączny (ur. 19 grudnia 1950 w Dobrzycy) – polski polityk, technik mechanik i rolnik, poseł na Sejm IV i V kadencji.

## Życiorys
W 1970 ukończył Technikum Mechaniczne w Koszalinie. W latach 1970–1993 pracował w koszalińskiej Fabryce Maszyn Budowlanych (na stanowiskach: ślusarz, mechanik, pracownik umysłowy). W 1993 zaczął prowadzić indywidualne gospodarstwo rolne o powierzchni 18 ha w Nowych Bielicach pod Koszalinem. Następnie przeszedł na rentę. Był także członkiem Rady Społecznej przy KRUS.
Od 1970 do 1989 należał do Polskiej Zjednoczonej Partii Robotniczej. Był współtwórcą Związku Zawodowego Rolnictwa „Samoobrona”, a także partii Przymierze Samoobrona (następnie pod nazwą Samoobrona RP), od 1993 do 2010 przewodniczył władzom wojewódzkim obu organizacji. Do 2006 zasiadał także w prezydium tego ugrupowania. Bez powodzenia kandydował z listy Przymierza Samoobrony do Sejmu w wyborach w 1997 (otrzymał 600 głosów). W wyborach samorządowych w następnym roku bezskutecznie ubiegał się o mandat w sejmiku zachodniopomorskim z ramienia Przymierza Społecznego.
W wyborach w 2001 uzyskał mandat poselski na Sejm IV kadencji jako kandydat Samoobrony RP z okręgu koszalińskiego, uzyskując 498 głosów. Mandat zapewnił mu kandydujący w tym samym okręgu Andrzej Lepper, który otrzymał wówczas 44 814 głosów. Do 2005 pełnił funkcję wiceprzewodniczącego Komisji Skarbu Państwa. Zasiadał też w Komisji do Spraw Unii Europejskiej oraz piętnastu podkomisjach. Od stycznia do kwietnia 2004 zasiadał także w komisji śledczej do zbadania tzw. afery Rywina.
W wyborach w 2005 Jan Łączny po raz drugi został posłem liczbą 2229 głosów. Do 2007 był wiceprzewodniczącym Komisji Rolnictwa i Rozwoju Wsi. Przewodniczył Podkomisji nadzwyczajnej do rozpatrzenia rządowego projektu ustawy o zmianie ustawy o związkach zawodowych rolników indywidualnych oraz ustawy o społeczno-zawodowych organizacjach rolników. Pełnił również funkcję wiceprzewodniczącego Polsko-Niemieckiej Grupy Parlamentarnej.
W przedterminowych wyborach parlamentarnych w 2007 bezskutecznie ubiegał się o reelekcję (dostał 470 głosów). W 2010 został wykluczony z partii. Następnie związał się z Prawem i Sprawiedliwością. W wyborach samorządowych w 2014 ubiegał się z listy tego ugrupowania o mandat radnego powiatu koszalińskiego.
Został odznaczony honorową odznaką „Zasłużony dla Ziemi Koszalińskiej”.

## Życie prywatne
Jest żonaty z Janiną. Ma dwoje dzieci: syna Roberta i córkę Agatę.